# Richard Leacock

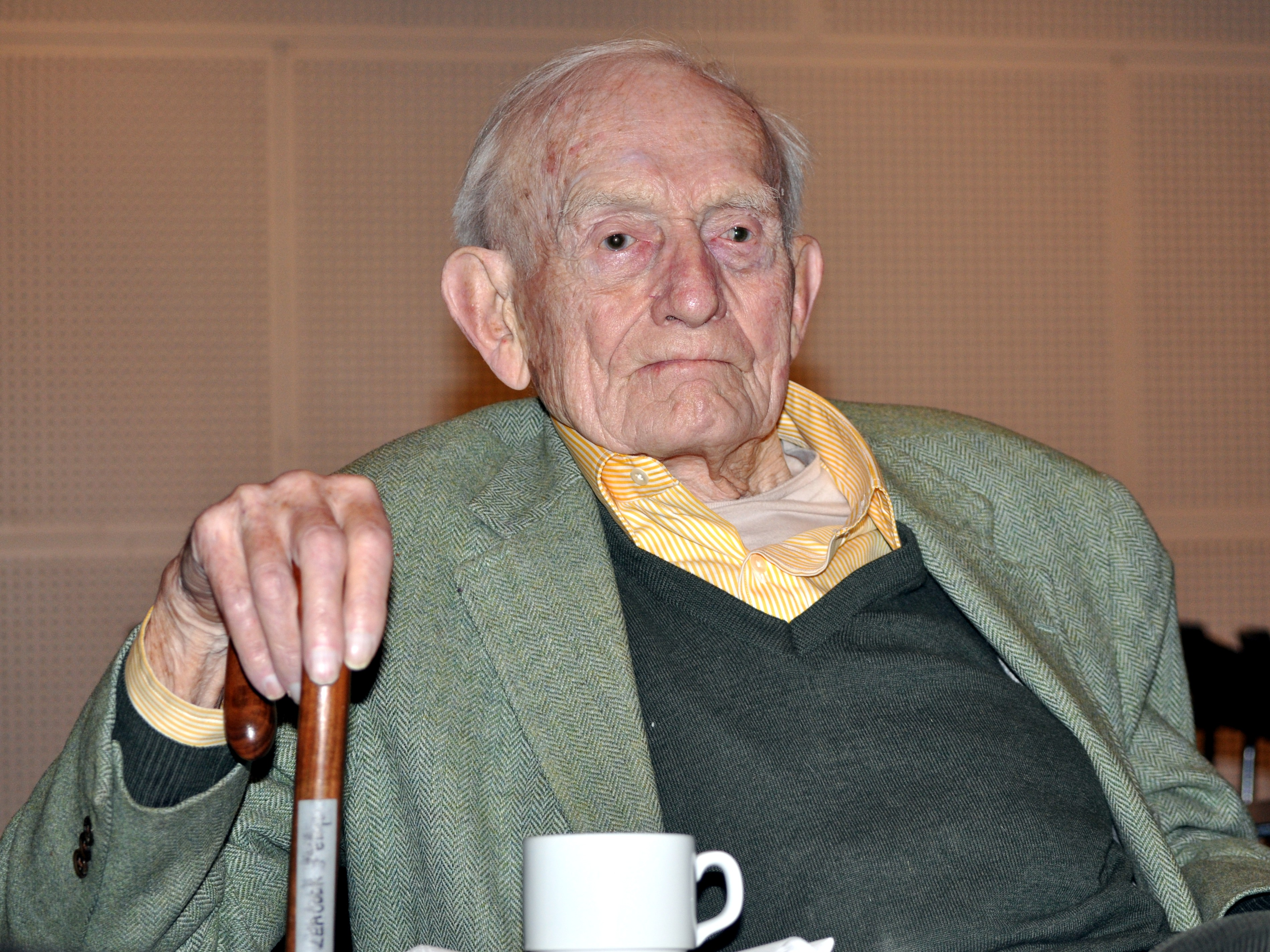
Richard Leacock (2009)

Richard Leacock (* 18. Juli 1921 in London, England; † 23. März 2011 in Paris, Frankreich) war ein britischer Regisseur und Kameramann von Dokumentarfilmen und einer der Begründer des Direct Cinema.

## Leben
Richard Leacock wuchs auf einer Bananenplantage auf den Kanaren auf (seine Familie handelte mit Madeira-Wein und Bananen). Als er mit acht Jahren auf eine Schule in England geschickt wurde, suchte er dort nach einem Weg, seinen Mitschülern das Leben auf den Kanaren zu beschreiben. Schließlich drehte er seinen ersten Film, Canary Island Bananas, einen zehn Minuten langen Stummfilm.
Von 1938 bis 1939 begleitete er mit seiner Kamera eine Expedition des Ornithologen David Lack auf die Kanaren und die Galápagos-Inseln. Um mehr über die technischen Grundlagen des Filmemachens zu erlernen, studierte er Physik auf der Harvard University. Währenddessen arbeitete er als Kameramann und Schnittassistent an den Filmen anderer Regisseure.
Während des Krieges arbeitete er drei Jahre für die U.S. Army als Schlachtenfotograf in Birma und der Republik China. 1946 engagierte ihn Robert J. Flaherty als Kameramann für Louisiana-Legende (Louisiana Story). Danach arbeitete er bis 1954 in einer Reihe relativ konventioneller Berufe.
1954 drehte er den ersten Film seit Canary Island Bananas, bei dem er selbst schrieb, Regie führte, die Kamera bediente und den Schnitt ausführte. Toby and the Tall Corn wurde zur besten Sendezeit auf einem Fernsehsender für Kultur ausgestrahlt und brachte Leacock in Kontakt mit Roger Tilton, für den er Jazz Dance drehte, einen Film, der durch innovativen Gebrauch der Handkamera und mit dem Prinzip der gleichzeitigen ununterbrochenen Aufnahme von Bild und Ton (dies die wichtigsten Stilmittel des Direct Cinema) das Gefühl vermittelt, mitten in einer Menge zu Dixieland-Musik tanzender Menschen zu sein.
Der Gebrauch der Handkamera und die direkte Tonaufnahme waren für Leacock auch deshalb so wichtig, weil die Arbeit mit einer schweren, feststehenden Kamera und die mühsame, meist nachträgliche Synchronisation von Bild und Ton Spontaneität sowohl beim Filmemacher als auch den zu filmenden Menschen verhinderte. Nun stand die filmische Technik nicht mehr im Vordergrund, direkte, unauffälligere Beobachtung war möglich, die zu authentischeren Aufnahmen führte. Der Bruch mit der Tradition war überdeutlich: Waren die Bilder der Dokumentationen zuvor perfekt und glatt, so herrschten nun bewegte, unscharfe, manchmal verwackelte Einstellungen vor.
In den frühen 1960ern gründete er zusammen mit Robert Drew, D. A. Pennebaker und anderen die Produktionsfirma Drew Associates. Das bedeutendste Ergebnis dieser Zusammenarbeit war der Dokumentarfilm Vorwahlkampf (Primary), der eine Vorwahl in Wisconsin schilderte und nahe Porträts John F. Kennedys und Hubert Humphreys lieferte. Henri Langlois nannte Primary eine „der vielleicht wichtigsten Dokumentationen seit den Brüdern Lumière“.
Leacock verließ Drew Associates 1963 und gründete zusammen mit Pennebaker seine eigene Produktionsfirma. 1968 baute er mit Ed Pinkus eine neue Filmschule am MIT auf. Die Leitung dort hatte er bis 1988 inne. 1978 wurde er in die American Academy of Arts and Sciences aufgenommen. 1989 zog Leacock nach Paris, wo er Les oeufs à la coque machte, den ersten mit kleiner Video-8-Handycam gedrehten Film, der zur besten Sendezeit im französischen Fernsehen gezeigt wurde.
Leacock arbeitete häufiger bei Filmen mit, die politisch Stellung bezogen (so protestiert The Chair etwa gegen die Todesstrafe). Er selbst bezeichnet sich als „kommunistisches Relikt“. In seinem Essay The Art of Home Movies feiert Leacock die durch die digitale Technik für jedermann möglich gewordene Filmproduktion als Demokratiezuwachs. Zu dieser Haltung passt es, dass Leacock auf seiner Website Internetbenutzer einlädt, Seiten zu bearbeiten und Medien aller Art beizusteuern.
Er verstarb 2011 in Paris.

## Auszeichnungen
- 1987: Career Achievement Award der International Documentary Association
- 1995: Maya Deren Independent Film and Video Artists Award des American Film Institute
- 2000: Contribution to World Cinema Award des Jihlava International Documentary Film Festival
- 2001: Maverick Tribute Award des Cinequest San Jose Film Festival

## Zitate
„Ich neige dazu, am Rand der Ereignisse herumzualbern. Ich sehe mich selber als Beobachter. Manchmal begeistert. Ich sehe mich selber noch nicht einmal als Filmemacher, und ich will die auch nicht wirklich machen, diese großen, gewaltigen Dinger, die ins Kino gebracht werden. Langweilig, jedenfalls die meisten von ihnen. Alles, was ich tun kann, ist flüchtige Eindrücke einzufangen. […] Übrigens hat das fast nichts mit dem Wort verité zu tun (das ‚Wahrheit‘ bedeutet), sondern damit, das Gefühl einzufangen, dabei zu sein.“

„Ich habe Probleme mit Fernsehredakteuren. Die verstehen mich nicht. Sie wollen, dass man alles erklärt. Ich lasse die Dinge lieber offen und vermittle das Gefühl, im Zentrum des Geschehens zu stehen. Aber alles, was ich in Fernsehfilmen heute sehe, sind plaudernde Menschen, talking heads. Das interessiert mich nicht. Bei mir soll jeder nur er selbst sein – kein sprechender Schädel.“

## Ausgewählte Filmografie

### Regisseur
- 1935: Canary Island Bananas
- 1963: Happy Mother’s Day
- 1964: Audition at RCA (mit D. A. Pennebaker)
- 1966: A Stravinsky Portrait
- 1984: Lulu in Berlin – ein Portrait Louise Brooks’
- 1991: Les oeufs à la coque
- 1993: Gott sei Dank – Ein Besuch bei Helga Feddersen
- 2000: A Musical Adventure in Siberia

### Kameramann
- 1947: To Hear Your Banjo Play
- 1948: Louisiana-Legende (Louisiana Story)
- 1954: Jazz Dance
- 1960: Primary
- 1963: The Chair
- 1968: Monterey Pop
- 1970: Maidstone
- 1970: Original Cast Album-Company
- 1972: One P.M.
- 1984: In Our Hands
- 1986: Directed by William Wyler
- 1986: Jimi Plays Monterey – die Dokumentation eines Konzerts von Jimi Hendrix
- 1998: John Huston War Stories

### Film über Leacock
- 1984: Ein Film für Bossak und Leacock von Klaus Wildenhahn
- 1991: Keep Shooting – Interview mit Richard Leacock und Valerie Lalonde von Paul Hofmann und Heinz Trenczak